# David de Coninck
David de Coninck auch David de Koninck oder Koning (* 1636 in Antwerpen; † 1687 oder nach 1701 in Brüssel) war ein flämischer Stillleben- und Tiermaler.

## Leben
De Coninck war ein Sohn des Silberschmieds Johann oder Jan Baptist de Coninck und dessen Frau Josijne (geborene Bleeckaerts oder Dosgina Bliecart). Er war seit 1659/1660 ein Schüler von Pieter Boel in Antwerpen und wurde um 1663/1664 Meister der dortigen Lukasgilde. Er malte lebende und tote Tiere, Früchte, Blumen und Stillleben in der Art von Jan Fyt. Er machte Reisen durch Deutschland und Frankreich, wo er unter anderem mit Nicasius Bernaerts zusammenarbeitete, und weiter nach Italien, wo er sich in Rom niederließ. Er soll sich in Rom aufgehalten haben, als Filippo Baldinucci seine Biografie über Nicasius Bernaerts angefertigt hat. Hier arbeitete er 17 Jahre lang, wurde 1686 Mitglied der Akademie und erhielt den Bentnamen „Rammelaer“, ehe er 1687 nach Antwerpen zurückkehrte. Er soll sich nach anderen Angaben noch 1694 in Rom aufgehalten haben. 1699 siedelte er nach Brüssel über. Conincks Bilder, zumeist Jagdszenen, Tierstücke, Frucht- und Wildstillleben, sind selten zu sehen. Ein Stillleben mit toten Enten, die an einem Baum hängen, besaß die kaiserliche Galerie zu Wien.
Es muss de Cornincks Lebzeiten einen zweiten David de Coninck gegeben haben, der ein Sohn des Juwelier Aert Conincx (Koninck) war.
Abraham Bredius gibt in seinem Werk Künstler-Inventare; Urkunden zur Geschichte der holländischen Kunst des 16ten, 17ten und 18ten Jahrhunderts an, dass ein David de Coninck am 2. Dezember 1660 beurkundet habe, dass er sich im Dienst der ostindischen Kompanie als Schiffer nach Ostindien begeben wolle und seinem Bruder, den Maler Philips de Koninck, bevollmächtige im Falle seines Ablebens die Interessen seiner Frau wahrzunehmen. Beide Familien Coninck übten ähnliche Berufe als Juweliere und Maler aus.

## Werke (Auswahl)

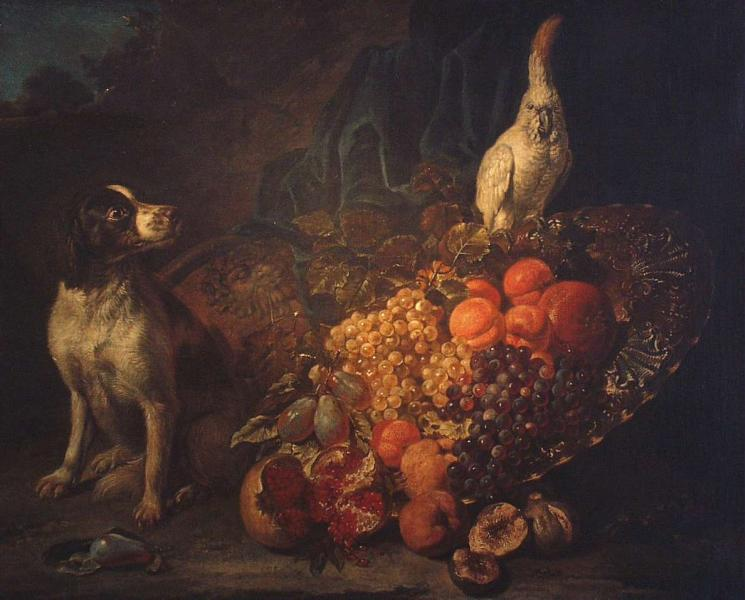
Stillleben mit Hund und Papagei

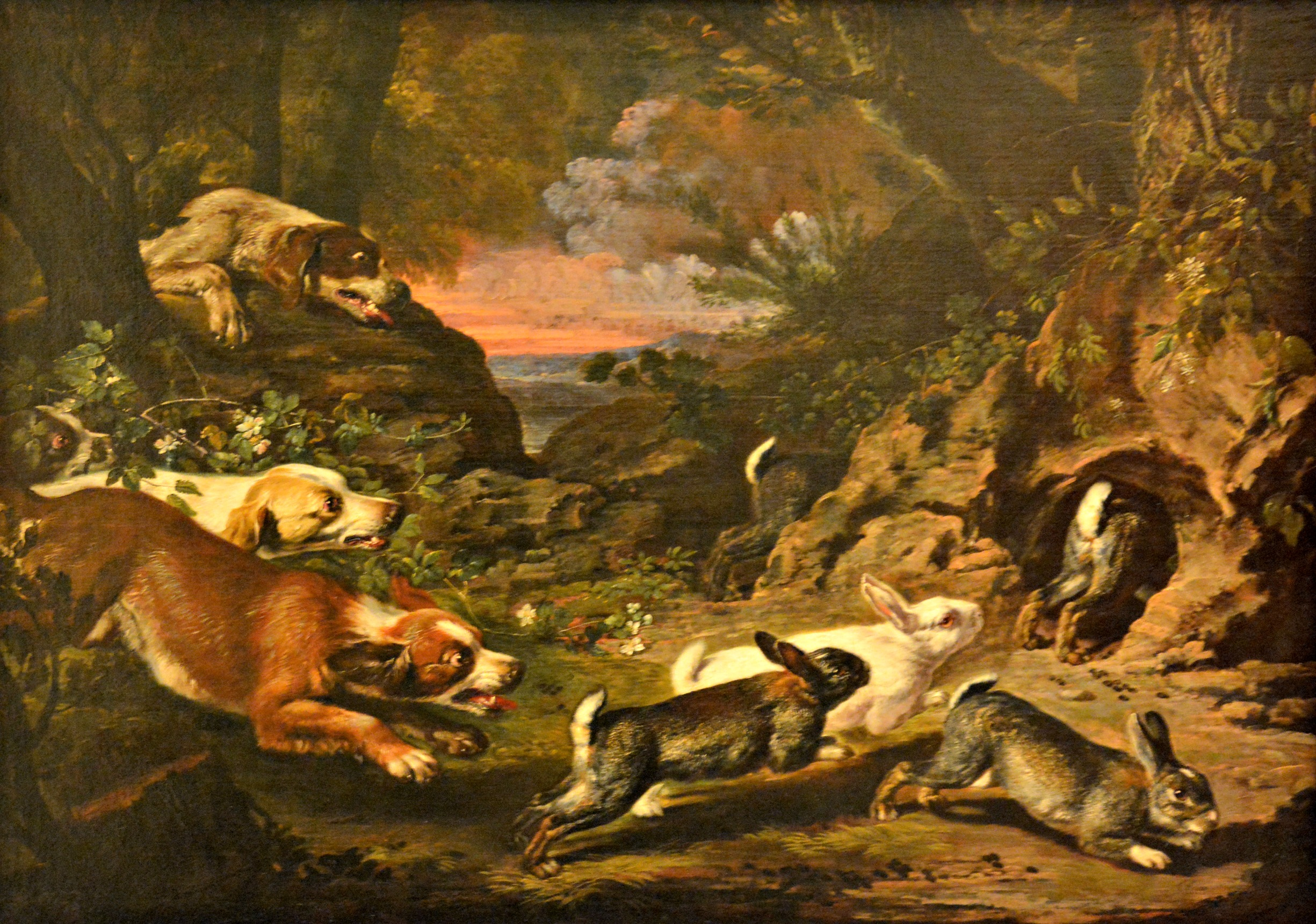
Hasenjagd

Coninck malte in kräftigen, warmen Farben. Er signierte sie zumeist mit „David de Coninck“ oder „David de Koninck“. Er schuf zahlreiche Darstellungen lebender Tiere, wobei Hunde oder Kaninchen und Hasen oft eine wichtige Rolle spielen. Die Hunde bewachten die oder griffen die Jagdbeute an. De Coninck soll Maler wie Baldassare de Caro (1689–1750) oder Giovanni Crivelli (1680/1690–1760) beeinflusst haben.
Seine Werke kamen in mehrere Museen:
- Eine Bärenjagd, Eine Falkenjagd, Eine Damhirschjagd Rijksmuseum, Amsterdam (4 Jagdstücke)
- Hahn und Henne Bamberg
- Angreifender Hund, Graugans und Pfau Weimar[5]
- Zeichnung mit 15 Studien von Papageien und Kakadus (Kreidezeichnung, kam in die Albertina nach Wien)
- Sieben Gänse
- Eine Löwenjagd oder Ein Löwe im Kampfe mit Hunden, Eine Eberjagd (Sammlung Nostiz in Prag)[6]